# Conselho Universitário
Conselho Universitário (CO) é o órgão colegiado legislador de maior poder dentro de uma Universidade. Alguns exemplos de possíveis funções do CO são: traçar as diretrizes da universidade e supervisionar a sua execução, fixar anualmente o número de vagas para o concurso vestibular, aprovar o regimento de suas unidades (faculdades, institutos e escolas), emendar o estatuto da universidade, deliberar sobre a criação e extinção de cursos de graduação, entre outros. 

## Composição
Na Universidade de São Paulo, por exemplo, o Conselho Universitário é composto pelo reitor da universidade, pelo vice-reitor, pelos pró-reitores de graduação, pós-graduação, pesquisa e cultura e extensão, pelos diretores das unidades (faculdades, institutos e escolas), por um representante da congregação de cada unidade, por um representante dos professores titulares, um representante dos professores associados, um representante dos professores doutores, três representantes dos funcionários (na linguagem técnica, "servidores não-docentes"), representantes discentes da graduação em número correspondente a 10% do total de docentes no Conselho, representantes discentes da pós-graduação em número correspondente a 5% do total de docentes no Conselho, um representante da FAPESP, um representante da Federação da Agricultura do Estado de São Paulo, um representante da Federação do Comércio do Estado de São Paulo, um representante da Federação das Indústrias do Estado de São Paulo, um representante das Entidades Associadas e um representante das Classes Trabalhadoras do Estado de São Paulo.

## Ligações Externas
- Estatuto da USP - Site Oficial